# 李復
李 復（り ふく、739年 - 797年）は、唐の宗室。字は初陽。

## 経歴
李斉物の子として生まれた。父の蔭官により官を重ねて江陵府司録参軍となった。官吏の仕事に精通し、衛伯玉に厚遇され、江陵府の事務の多くを諮問され委ねられた。性格は厳しく残酷で、衛伯玉の信任を受けて、江陵県令となるよう上奏され、江陵少尹に転じた。饒州刺史・蘇州刺史を歴任し、いずれも顕著な善政の評判があった。建中4年（783年）、李希烈が反乱を起こし、荊南節度使の張伯儀がたびたび出兵したが、李希烈に敗れており、唐の朝廷の憂慮の種となっていた。李復は長らく江陵にいて、軍民の心をつかんでいたが、李復はちょうど辞職して母の喪に服していた。再び江陵少尹として起用され、御史中丞を兼ね、節度行軍司馬となって張伯儀を補佐した。貞元2年（786年）、李復は容州刺史となり、御史中丞を兼ね、容管招討使をつとめ、検校常侍を加えられた。先立って西原蛮の反乱のときに、前後して経略使が反乱を征討したが、捕らえられた反乱者はみな官奴婢に落とされ、坊を建造する重い労役に配置されていた。李復はかれらをみなその親族のもとに帰させた。貞元3年（787年）、広州刺史に転じ、御史大夫を兼ね、嶺南節度観察使をつとめた。貞元7年（791年）、安南経略使の高正平と張応が相次いで死去し、その部下であった李元度・胡懐義らが狼藉を働いていた。李復は胡懐義を誘い出してこれを杖殺し、李元度を僻遠の地に流すよう上奏した。また李復は民衆を教導して、茅葺の家屋を瓦葺きのものに変えさせた。瓊州は長らく南方の少数民族の支配下にあったが、李復はたびたび遣使して説諭し、瓊州都督府を置くよう上奏してかれらを綏撫した。長安に召還されて宗正寺卿に任じられ、検校工部尚書を加えられた。貞元9年（793年）、同華節度使の李元諒が死去すると、李復は華州刺史・潼関防禦・鎮国軍使となり、そのまま戸部尚書を検校し、御史大夫を兼ねた。
貞元10年（794年）、鄭滑節度使の李融が死去すると、その軍中が大混乱に陥ったため、李復が検校兵部尚書となり、滑州刺史に任じられ、義成軍節度・鄭滑観察営田等使をつとめ、御史大夫を兼ねた。李復が着任すると、営田数百頃を置き、軍の糧食にあてた。民衆に負担をかけなかったため、人々に喜ばれた。貞元12年（796年）、検校尚書左僕射を加えられた。貞元13年（797年）4月、在官のまま死去した。享年は59。司空の位を追贈された。諡は昭。

## 伝記資料
- 『旧唐書』巻112 列伝第62
- 『新唐書』巻78 列伝第3